# Karl Thaning
Karl Otto Thaning (Città del Capo, 9 maggio 1977) è un attore e nuotatore sudafricano.

## Biografia
Consegue la laurea in teatro alla University of the Pacific a Stockton, California. Partecipò alle Olimpiadi di Atene del 2004 e ai Giochi del Commonwealth a Melbourne nel 2006, conseguendo un buon sesto posto. Nel 2002 inizia a recitare in varie produzioni, quali Winnie e Dredd. Per la TV recita nella serie Black Sails in un ruolo secondario.

## Filmografia parziale

### Cinema
- Winnie Mandela, regia di Darrell Roodt (2011)
- Dredd - Il giudice dell'apocalisse (Dredd), regia di Pete Travis (2012)
- Momentum, regia di Stephen S. Campanelli (2015)
- Accident, regia di Dan Tondowski (2017)
- La torre nera (The Dark Tower), regia di Nikolaj Arcel (2017)

### Televisione
- SAF3 – serie TV, 20 episodi (2013-2014)
- Black Sails – serie TV, 7 episodi (2014-2015)
- Tutankhamon (Tutankhamun) – miniserie TV, 1 puntata (2016)
- Cape Town – miniserie TV, 4 puntate (2016)
- Outlander – serie TV, episodio 3x09 (2017)